# Stazione di Monterotondo-Mentana
La stazione di Monterotondo-Mentana è una stazione ferroviaria situata sulla linea per Firenze a servizio dei comuni di Monterotondo e di Mentana.
È servita dai treni regionali della FL1 (che collegano la città con Orte, Roma e Fiumicino Aeroporto) e da una porzione dei treni della relazione FL3 (che la collegano con Roma, Cesano, Bracciano e Viterbo).

## Storia
La stazione aprì il 1º aprile 1865 con l'attivazione del tratto Orte-Roma della ferrovia Firenze-Roma.
Fino al 1º aprile 1916 era denominata semplicemente "Monterotondo"; in tale data assunse la denominazione attuale.
Il servizio ferroviario FL1 fu attivato il 16 febbraio 1981 da Roma Tiburtina a questa stazione.

## Strutture e impianti

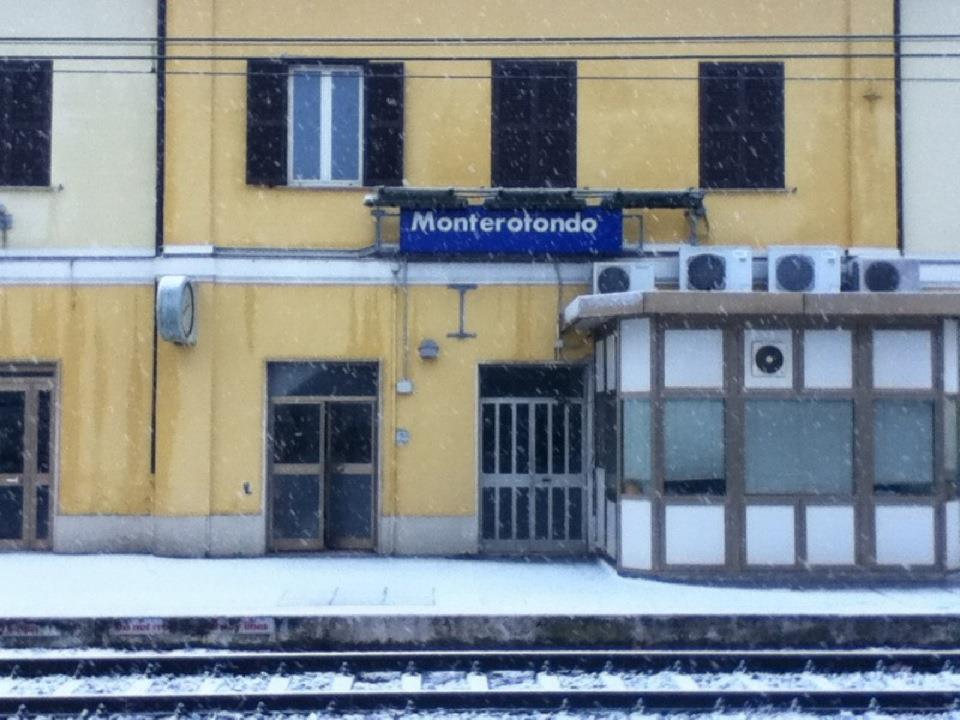
Il binario 1

All'interno della stazione ci sono una biglietteria manuale (chiusa), due automatiche, una sala d'attesa e due video-monitor dello stato dei treni in arrivo e in partenza.
Il piazzale è formato da quattro binari serviti da tre banchine e un sottopassaggio. Vi sono anche alcuni binari tronchi per lo scalo merci, il quale si mantiene ad ottimi livelli.
All'esterno sono presenti due parcheggi di proprietà della provincia di Roma (in dotazione al comune di Monterotondo), ed un bar.
I servizi igienici sono situati lungo la banchina del binario 1.
All'entrata del sottopassaggio da Piazza Aldo Moro (fermata autobus) è situato un monitor con gli orari dei treni in arrivo, mentre dall'entrata opposta è presente un monitor sugli orari dei treni in partenza dalla stazione.
All'interno del sottopassaggio è presente un ulteriore monitor delle partenze.

## Movimento
La stazione è servita dalla linea FL1 che collega Orte all'aeroporto di Fiumicino.
Nei giorni lavorativi, il servizio ha una cadenza di quindici minuti in direzione di Fiumicino Aeroporto e di Fara Sabina e di trenta minuti per Poggio Mirteto. In direzione Orte, invece, la frequenza è oraria.
Nei giorni festivi, le frequenze sono dimezzate, mentre il sabato e la domenica il servizio è assente tra le 10.00 e le 13.00.
Da domenica 15 giugno 2014, è stata attestata l'istituzione di 9 nuovi treni da e per Monterotondo, ottenuti grazie al prolungamento da e per Cesano di alcuni treni della linea FL3 (parte dei quali già in precedenza attestati a Roma Tiburtina).
Le nuove partenze da Monterotondo verso Roma sono previste alle ore 6.09, 6.39, 7.09, 7.39, 8.09 16.54 e 17.54 con prosecuzione per Roma Ostiense e Cesano (la corsa delle 7.39 prosegue per Bracciano e la corsa delle 8.09 prosegue per Viterbo Porta Romana).
Le partenze da Roma Tiburtina per Monterotondo, dei treni provenienti da Cesano, sono previste alle ore 7.38, 15.53, 16.53, 17.53, 18.53 e 19.53 (la corsa delle 7.38 prosegue per Fara Sabina).

## Servizi
La stazione dispone di:
- Accessibilità per portatori di handicap per il binario 1[9] e 4[1]
- Biglietteria automatica[6]
- Bar[10]
- Servizi igienici[9]
- Posto di Polizia ferroviaria

## Interscambi
La stazione permette i seguenti interscambi:
- Fermata autobus (linee urbane COTRAL, Damibus e Rossi Bus)